# Paolo Rossi De Paoli
Paolo Rossi De Paoli (Bologna, 1900 – Roma, 6 agosto 1966) è stato un architetto e ingegnere italiano.

## Biografia

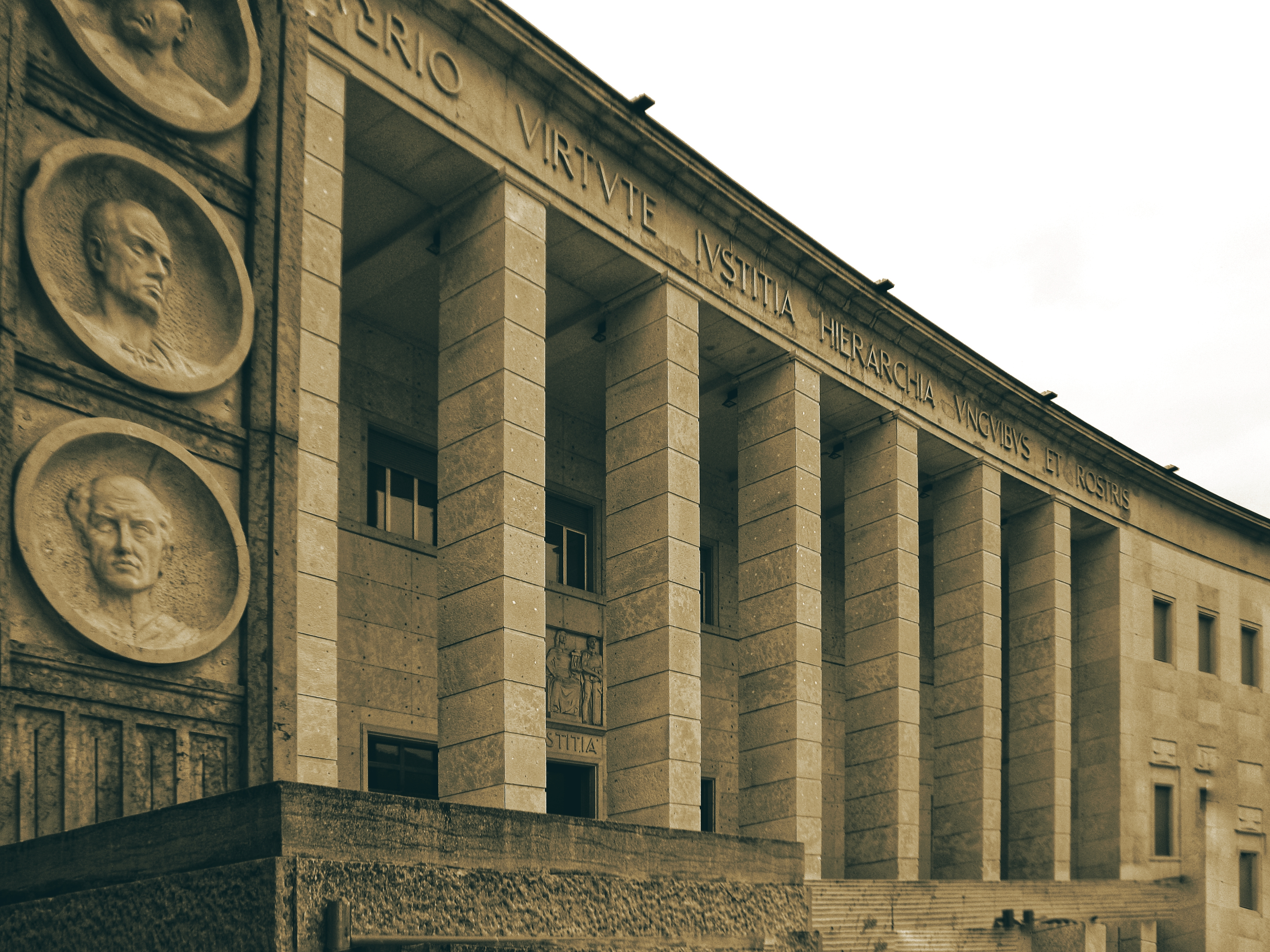
Il Palazzo di Giustizia di Bolzano, realizzato tra il 1939 e il 1956 con Michele Busiri Vici

Figlio del politico e giurista Luigi Rossi, nacque a Bologna nel 1900. Pur risiedendo a Roma, dove il padre viveva per lavoro, compì parte dei suoi studi a Domodossola presso i padri Rosminiani. Conseguì nel 1921 la laurea in architettura alla Regia Scuola d'applicazione per gli ingegneri di Roma sotto la guida di Marcello Piacentini, di cui divenne collaboratore e che gli fece ottenere i primi incarichi. Iscrittosi nel 1932 al Partito Nazionale Fascista e l'anno successivo all'ordine degli architetti, prestò servizio come tenente d'artiglieria durante la guerra d'Etiopia.
Attivo in varie città italiane, deve gran parte della sua fama ai lavori che gli vennero commissionati dalla Pontificia commissione centrale per l'arte sacra in Italia: tra queste vanno ricordate la chiesa del Cuore Immacolato di Maria e il santuario della Madonna di Lourdes (Verona, 1950-1952), e la ricostruzione del Palazzo Arcivescovile e del duomo di Benevento (Benevento, 1950). Molto stimato a Roma presso il Ministero dei lavori pubblici, gli furono commissionati vari progetti come il Palazzo di Giustizia di Bolzano (con Michele Busiri Vici), il piano regolatore generale per vari comuni tra cui Zara e Verona, il piano urbanistico per il Quartiere C.E.P. di Cagliari e il piano urbanistico intercomunale di Roma, che non venne mai approvato.
Membro dell'Istituto nazionale di urbanistica, fece parte del comitato di presidenza dal 1937 al 1941, della giunta esecutiva dal 1941 al 1944 e dal 1952 al 1964 e del consiglio direttivo dal 1944 al 1964. Ne fu anche vice-presidente dal 1944 al 1950 e tesoriere dal 1956 al 1966. Fu anche presidente della sezione laziale del suddetto istituto.
Numerosi furono i suoi articoli in riviste specializzate quali La proprietà edilizia italiana, Architettura e Urbanistica, e le sue pubblicazioni in ambito architettonico e urbanistico.
Fu inoltre chiamato a partecipare a varie mostre tra cui la VII Triennale di Milano, la Mostra dell'abitazione all'EUR, la I Mostra nazionale dei piani regolatori e delle realizzazioni urbanistiche e la Mostra dell'urbanistica italiana a Vienna nel 1937, di cui fu anche direttore.

## Opere (parziale)

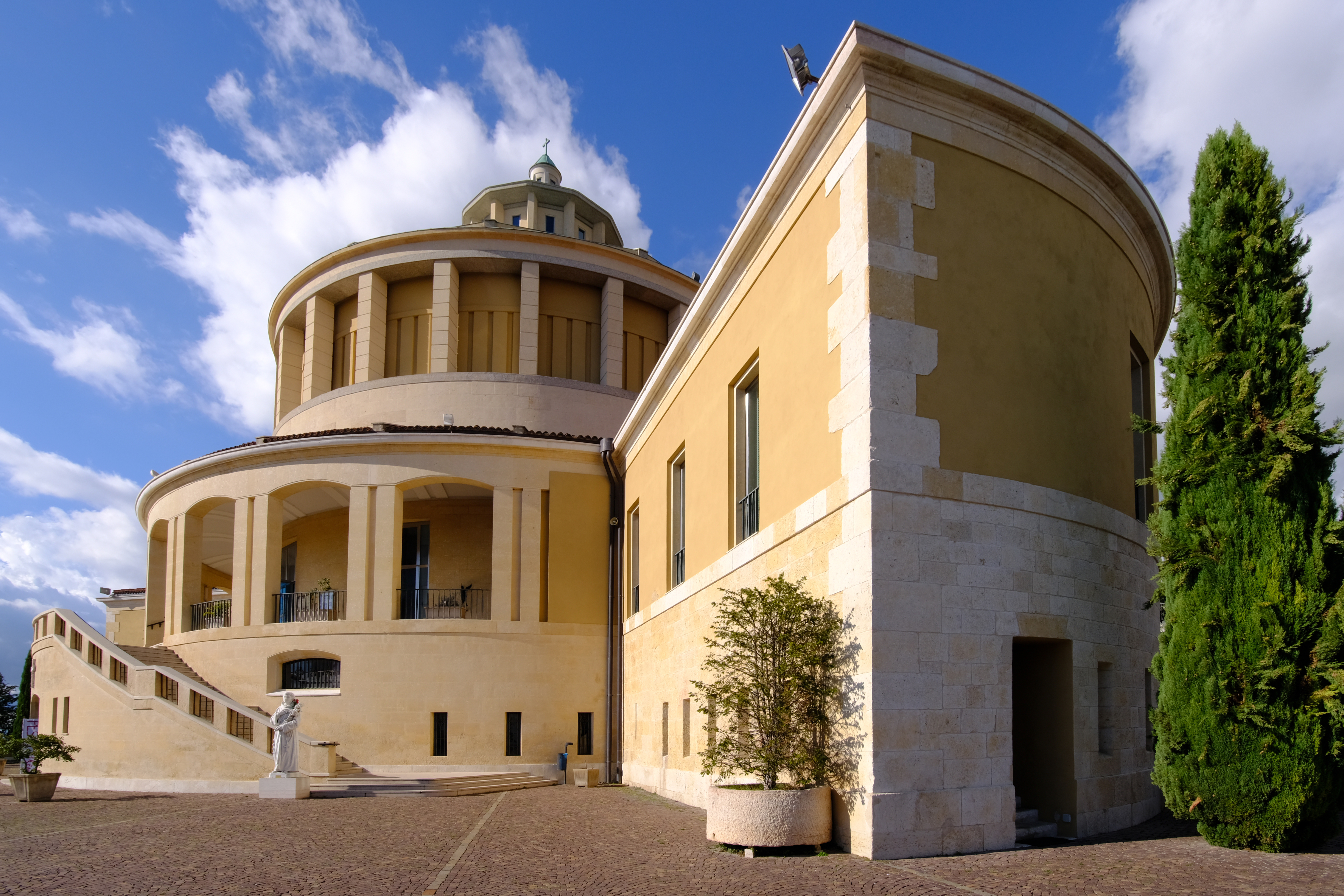
Il santuario della Madonna di Lourdes, progettato tra il 1950 e il 1952

- 1927: Riqualificazione architettonica del complesso di Priscilla, Roma
- 1931: Casa del Fascio, Merano
- 1932-1933: Edificio INA in via Museo, Bolzano
- 1932-1934: Villino Ruffo, Roma
- 1935: Ristrutturazione di palazzo Murari Bra, Verona
- 1935-1937: Edificio INFPS in piazza della Vittoria, Bolzano
- 1937:
  - Piano regolatore generale di Verona
  - Piazza della Vittoria, Bolzano
  - Collegio missionario "Antonio Rosmini", Roma (con Michele Busiri Vici)
  - Piano regolatore generale di Bosco Chiesanuova
- 1937-1938: Edificio INA in corso Porta Nuova, Verona
- 1938: Piano regolatore generale di Zara (con Vincenzo Civico)
- 1939-1956: Palazzo di Giustizia, Bolzano (con Michele Busiri Vici)
- 1942: Villa Aluffi, Roma
- 1950-1952: 
  - Santuario della Madonna di Lourdes, Verona
  - Chiesa del Cuore Immacolato di Maria, Verona
- 1950-1960: Ricostruzione del duomo di Benevento, Benevento
- 1950:
  - Ricostruzione della chiesa di Santo Stefano, Porto Santo Stefano (con Mario Paniconi e Giulio Pediconi)
  - Ricostruzione della chiesa della Santissima Annunziata, Frosinone
  - Ricostruzione del Palazzo Arcivescovile, Benevento
- 1956: 
  - Piano urbanistico per il quartiere INA-Casa Santa Rosa, Lecce (con Amos e Luigi Mainardi)
  - Chiesa di Santa Maria delle Grazie in Santa Rosa, Lecce (con Amos e Luigi Mainardi)
- 1956-1963: Complesso residenziale Santa Rosa, Lecce (con Renzo Ferranti e Amos e Luigi Mainardi)
- 1957-1962: Chiesa dei Santi Cosimo e Damiano, Pisa
- 1958: Chiesa di Santa Maria Assunta in Cielo, Monacilioni
- 1959: Piano urbanistico intercomunale di Roma (con Piero Maria Lugli, Luigi Moretti e Ignazio Guidi)
- 1960: Piano urbanistico per il quartiere C.E.P., Cagliari

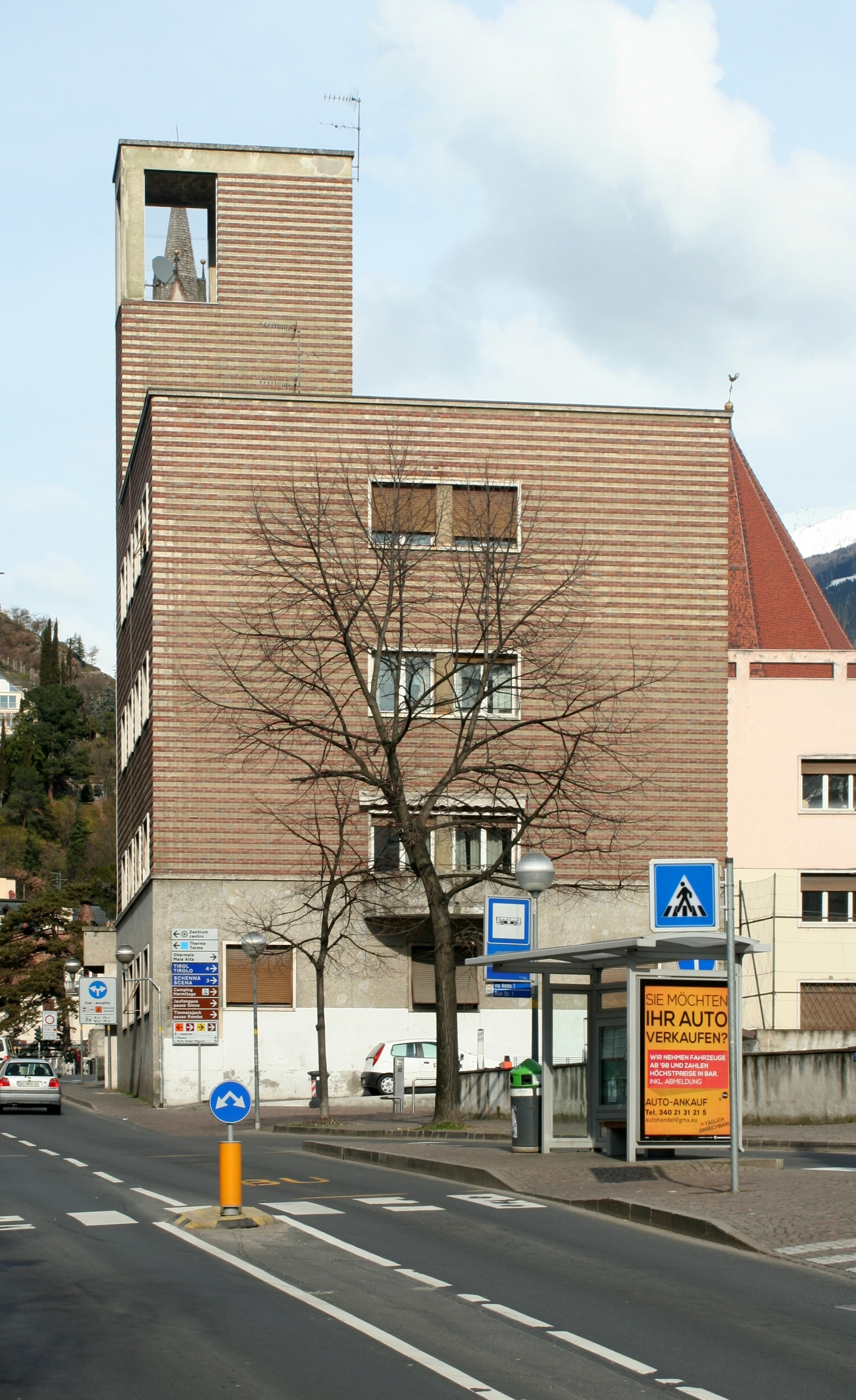
Casa del Fascio, Merano (1931)
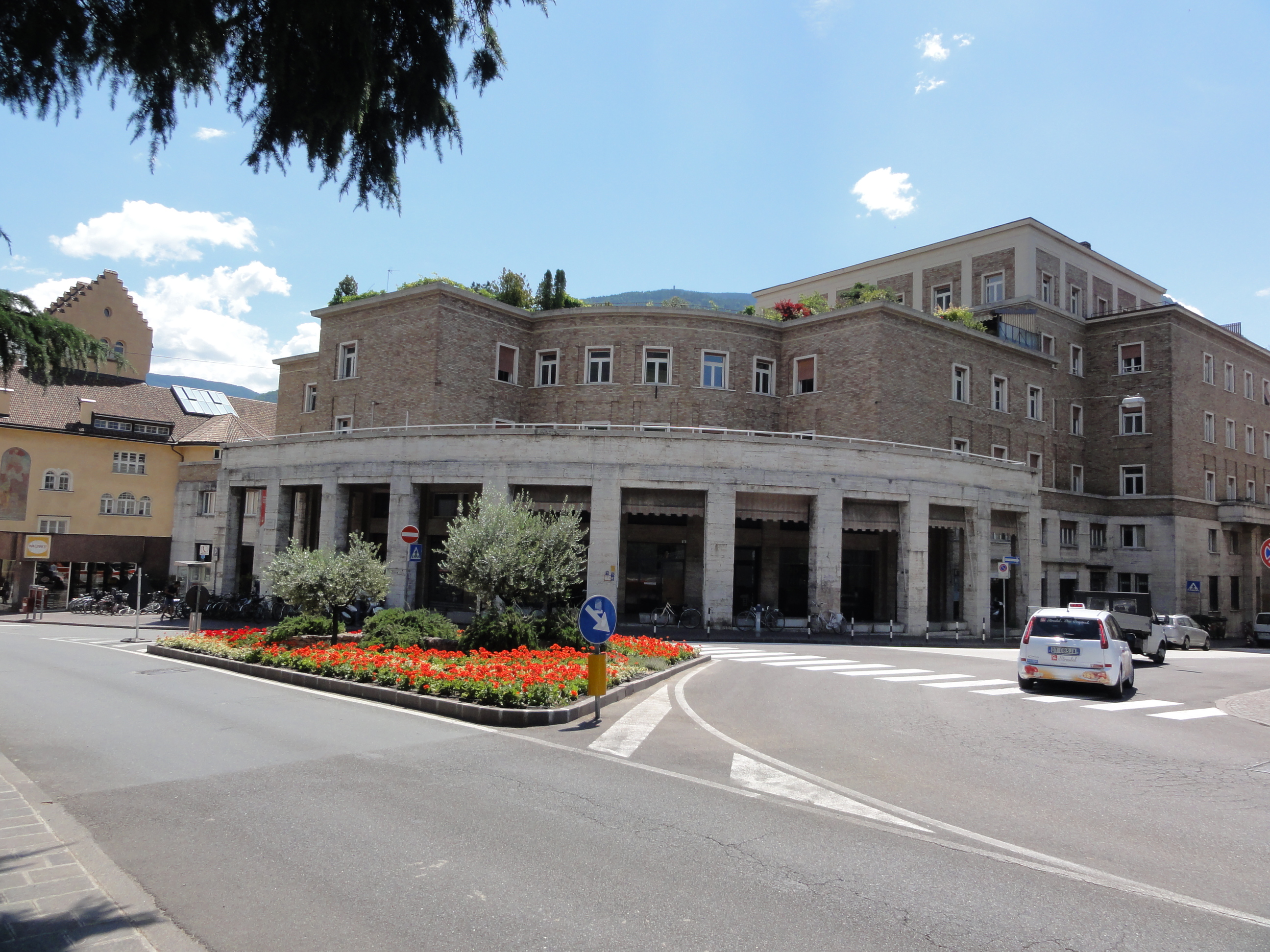
Edificio INA, Bolzano (1932-1933)
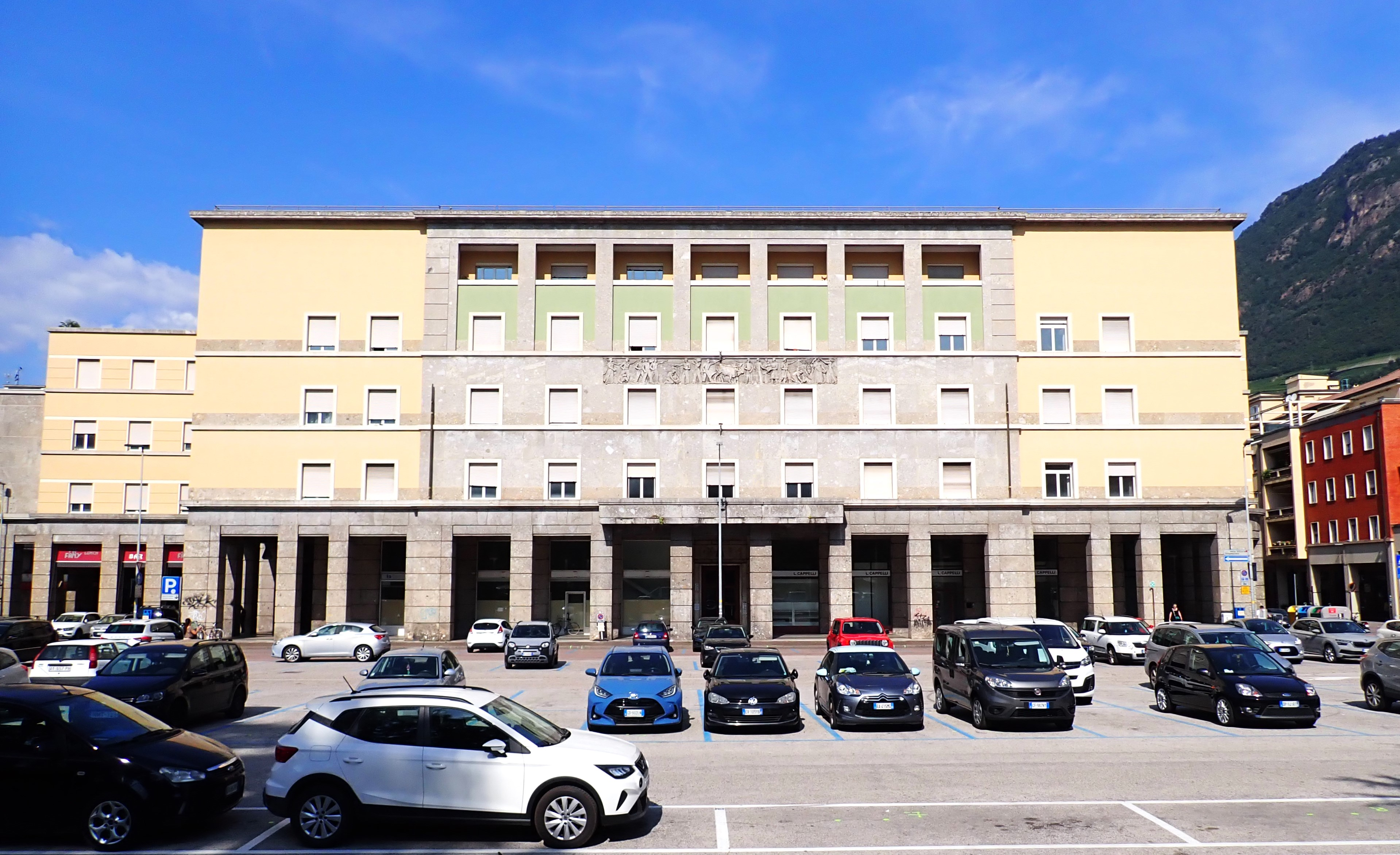
Edificio INFPS in Piazza della Vittoria, Bolzano (1935-1937)
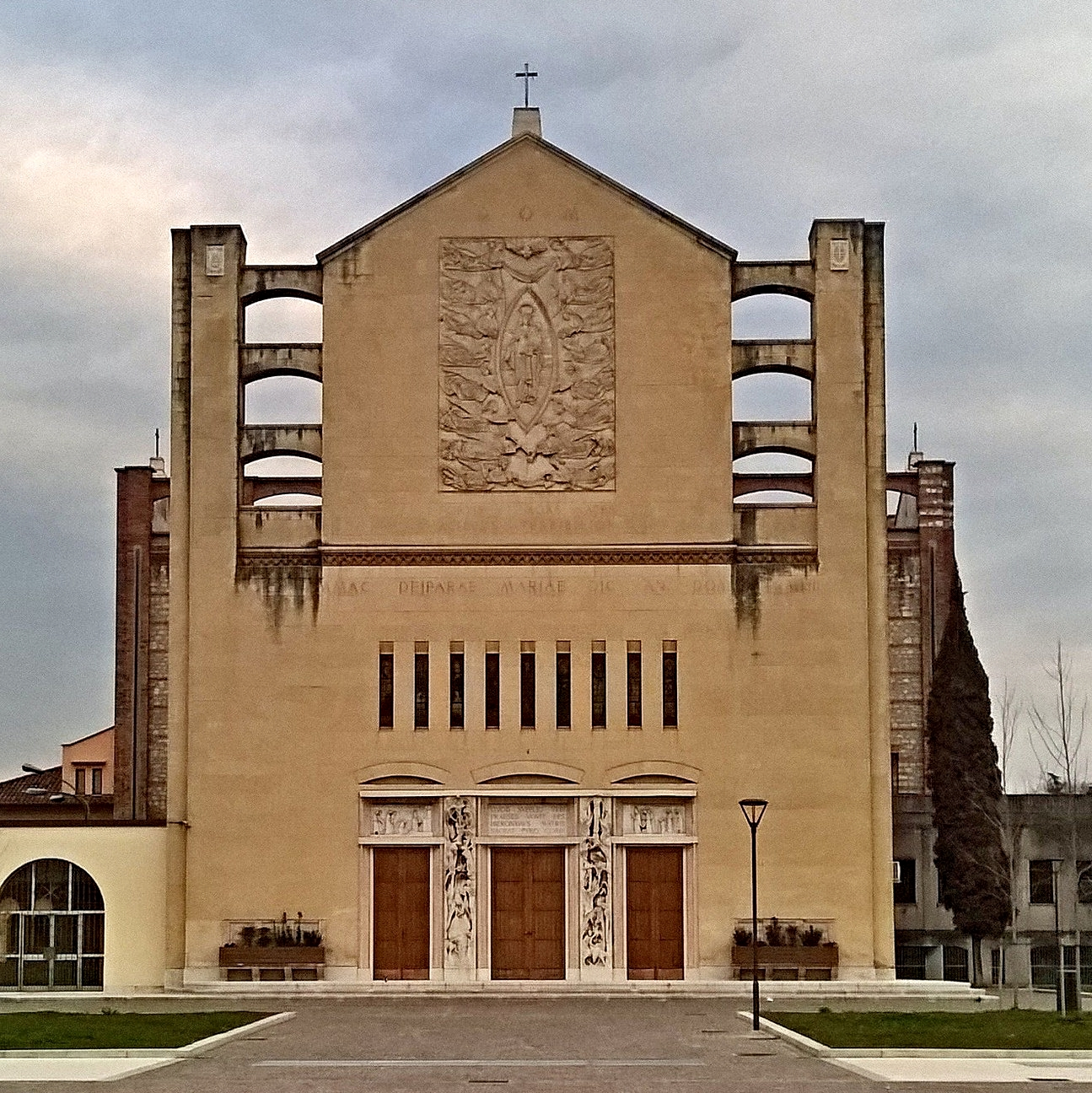
Chiesa del Cuore Immacolato di Maria, Verona (1950-1952)
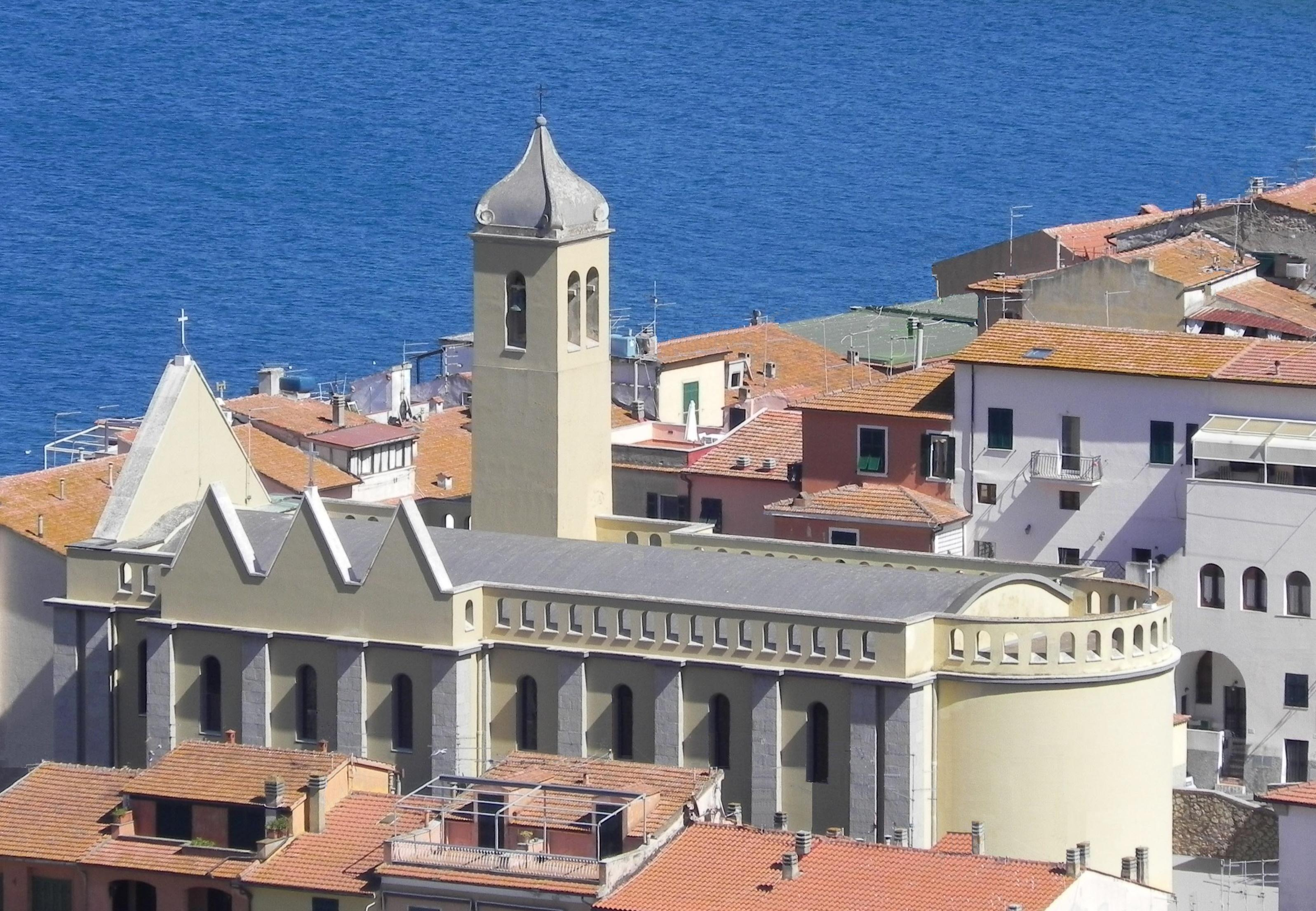
Chiesa di Santo Stefano, Porto Santo Stefano (1950)
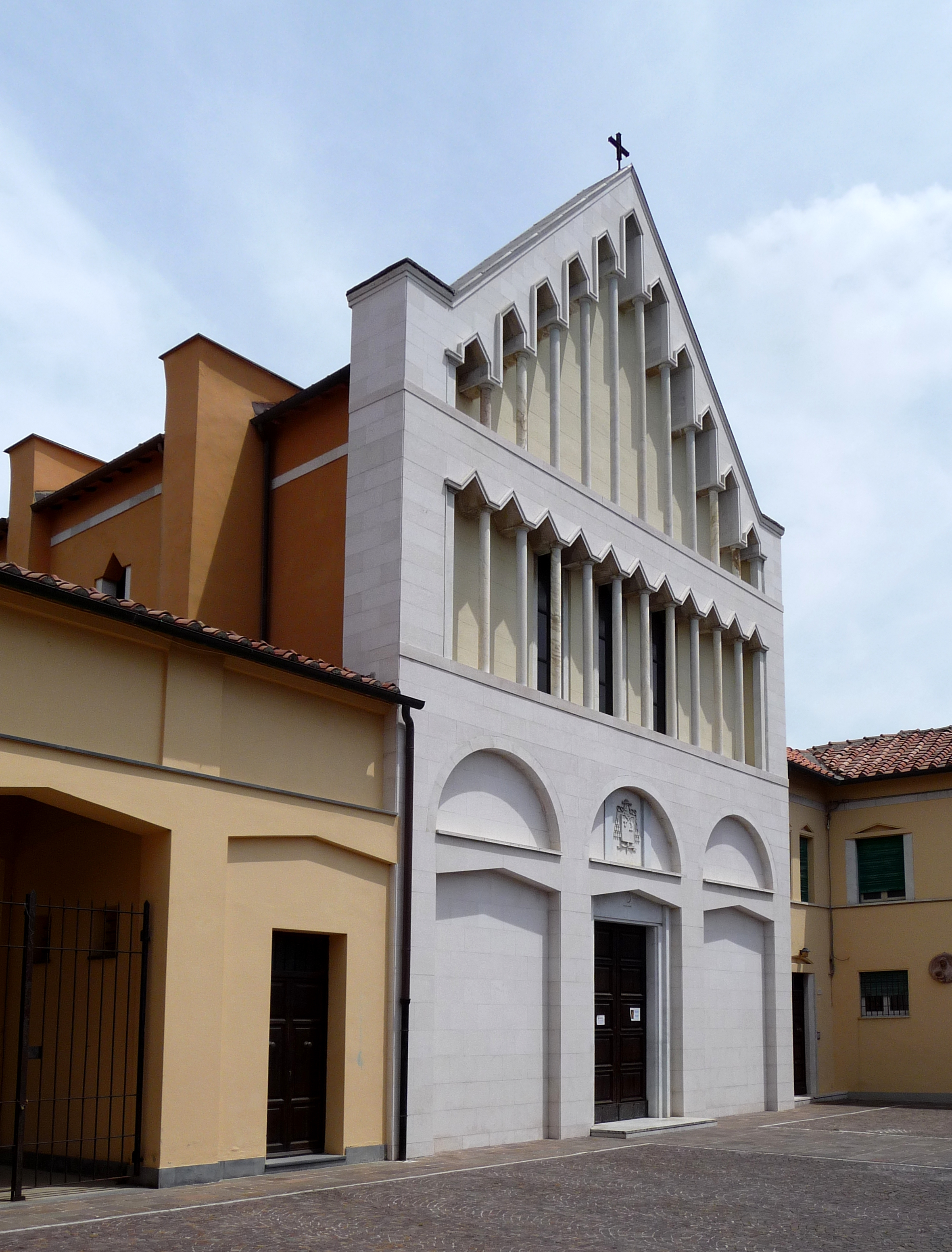
Chiesa dei Santi Cosimo e Damiano, Pisa (1957-1962)